# キリヤット・オノ
キリヤット・オノ（Kiryat Ono、Qiryat Ono、ヘブライ語: קִרְיַת אוֹנוֹ‎）は、イスラエルのテルアビブ地区内に位置する都市。現代の都市としてのキリヤット・オノは、聖書に登場する地名としてのオノとは異なる場所であり、混同してはならない。旧約聖書（『歴代誌』上8:12、『ネヘミヤ記』6:2、など）に言及のあるオノは、大部分の研究者たちによって、かつてのアラブ人の集落カフル・アナの位置にあったと比定されており、現在はその跡地の近傍にオル・イェフダが建設されている。2013年末の時点で、人口はおよそ35,500人であった。

## 歴史
1939年、クファル・オノ（Kfar Ono）と名付けられた集落が創建された。1950年代には、マアバロートと称された新規移民を受け入れる暫定キャンプが近傍に開設された。1954年、この集落は周辺地域との合併によってキリヤット・オノとなった。1992年には市制が施行された。人口の増加は、イギリス統治時代に始まったが、これはおそらく、今日のテル・ハショメールのイギリス軍基地が近かったためであったものと思われる。基地を見下ろす丘の上には1本の木が立っており、この木は当市の精神的、文化的な象徴とされてきた。この木の周辺の土地は、農地としてアリイェフ・コニコフ (Aryeh Konikov) が所有し、保全している。この木が植樹されたとき、周辺には樹木はなく、コニコフは多年にわたってこの木を育て、周辺の土地を保全している。

## 人口
イスラエル中央統計局 (CBS) によると、2001年時点の当市の民族構成は、全員がユダヤ人ないし、その他の非アラブ人であり、アラブ人は事実上居住していなかった。キリヤット・オノの近年の成長は著しい。CBS によると、2001年には、男性11,200人に対し、女性12,000人が住んでいた。人口のうち、19歳以下が28.1%、20歳から29歳が15.5%、30歳から44歳が19.0%、45歳から59歳が18.9%、60歳から64歳が4.5%、65歳以上が13.9%をそれぞれ占めていた。2001年における人口増加率は0.8%であった。

## 収入
CBS によると、2000年時点で、当市には給与所得労働者9,560人、自営業者928人がいた。2000年時点における給与所得者の賃金月額の中央値はILS（新シェケル）7,648で、2000年のうちに、実質10.4%の増加をした。男性給与所得者の賃金月額の中央値は ILS9,706（実質増加率 9.1%）であるのに対し、女性は ILS 5,760（実質増加率 12.6%）であった。自営業者の中央値は ILS 9,778であった。また、378人が失業給付を受けており、395人が生活保護を受けている。

## 教育
当市には、学校が11校ある。内訳は、公立小学校6校、公立宗教小学校1校、民主学校1校、中等教育学校3校（シャザール中学校、ベン・ズヴィ中学校、ベン・ズヴィ高等学校）で、中等教育の生徒数は2,032人にのぼる。2011年には、12年次生の 81.51% が大学入学資格 (matriculation certificate) を得た。
キリヤット・オノには、認証を受けた私立大学であるオノ・アカデミック・カレッジがあり、8,500人の学生が所属している。

## 姉妹都市
キリヤット・オノの姉妹都市：
- オランダ ドラフテン（オランダ語版）
- ドイツ ドルマゲン（ドイツ語版）
- ドイツ オッフェンバッハ郡